# Atriplex lentiformis
Atriplex lentiformis är en amarantväxtart som först beskrevs av John Torrey, och fick sitt nu gällande namn av Sereno Watson. Atriplex lentiformis ingår i släktet fetmållor, och familjen amarantväxter. Utöver nominatformen finns också underarten A. l. torreyi.

## Bildgalleri

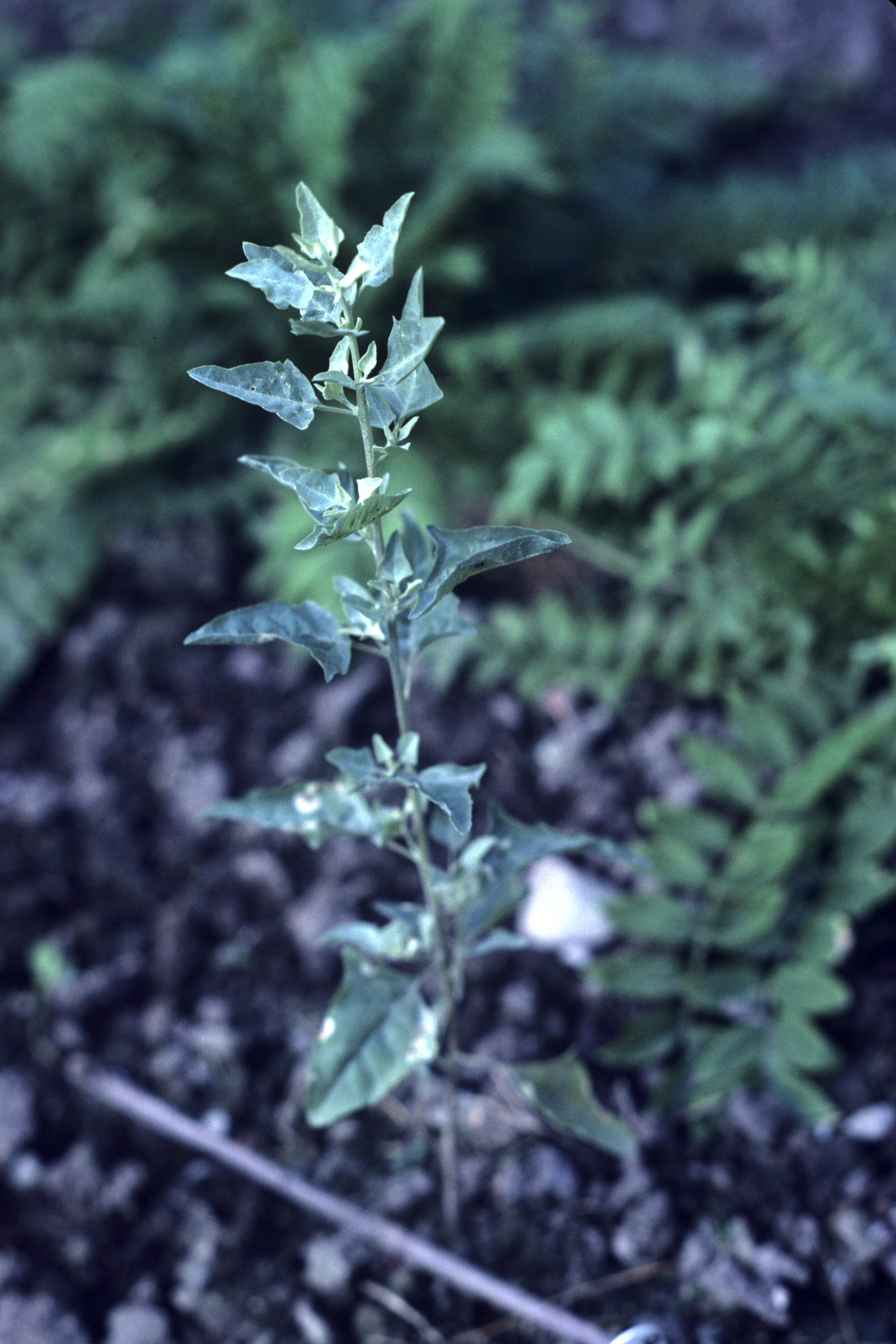
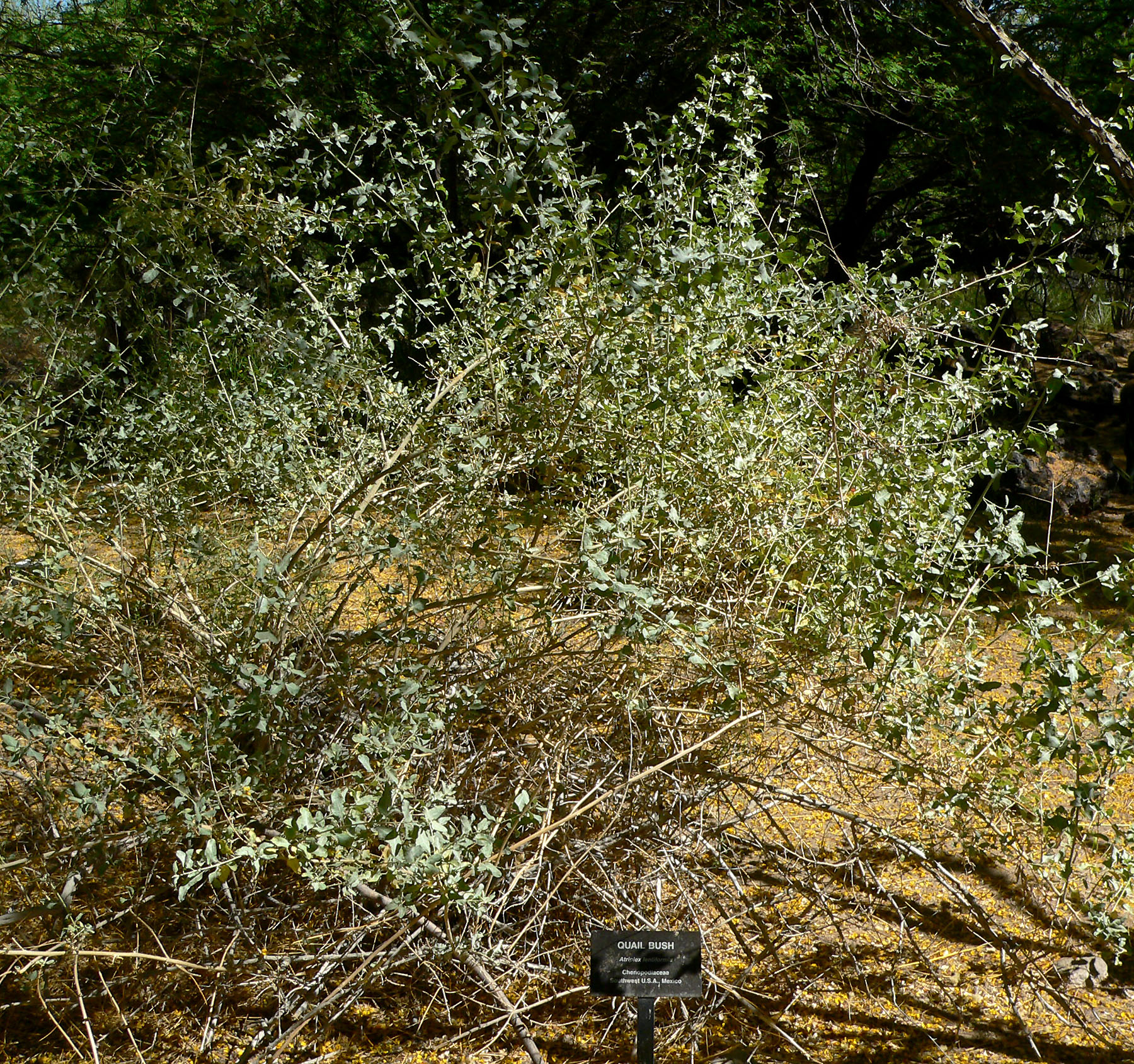
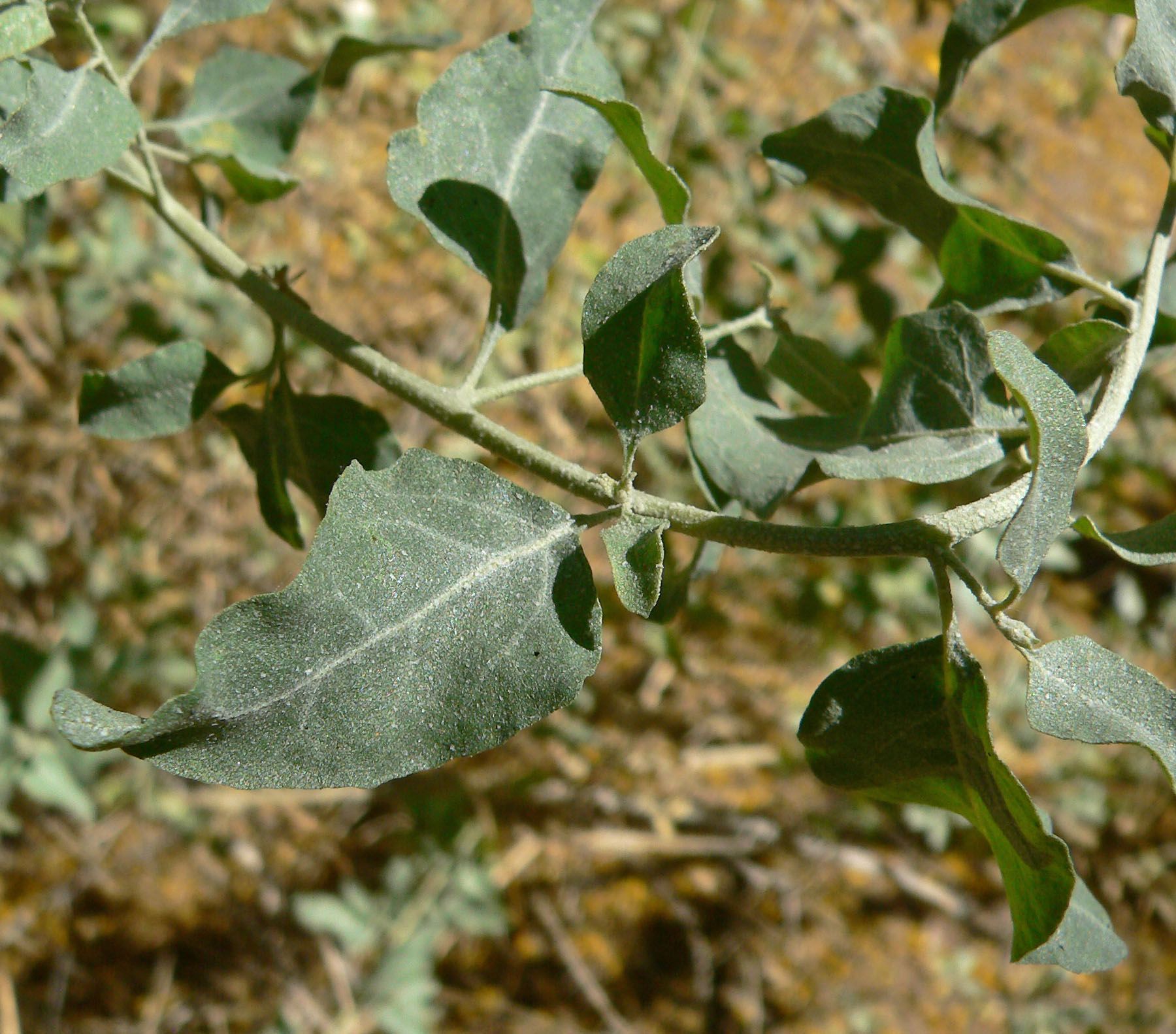
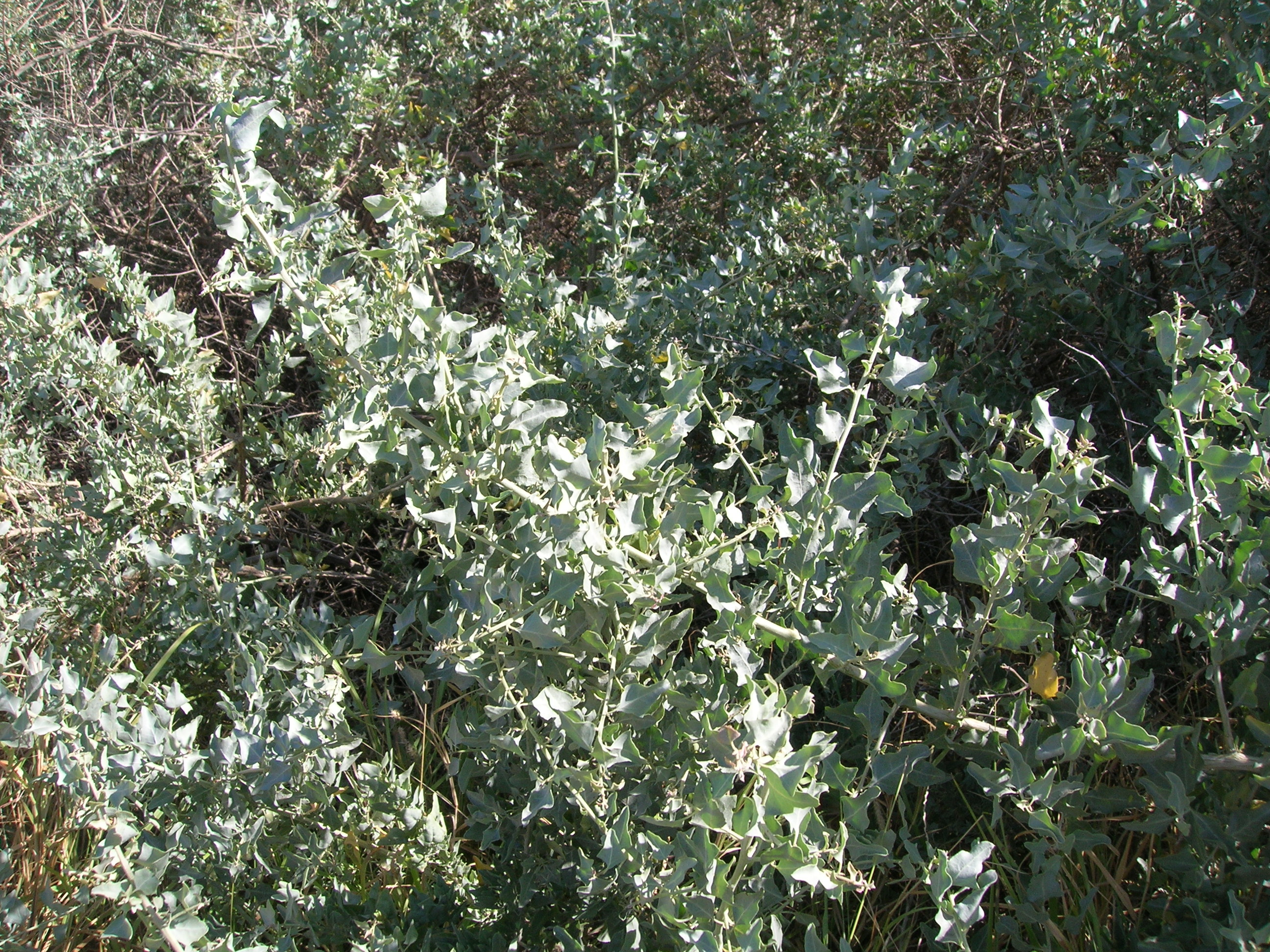
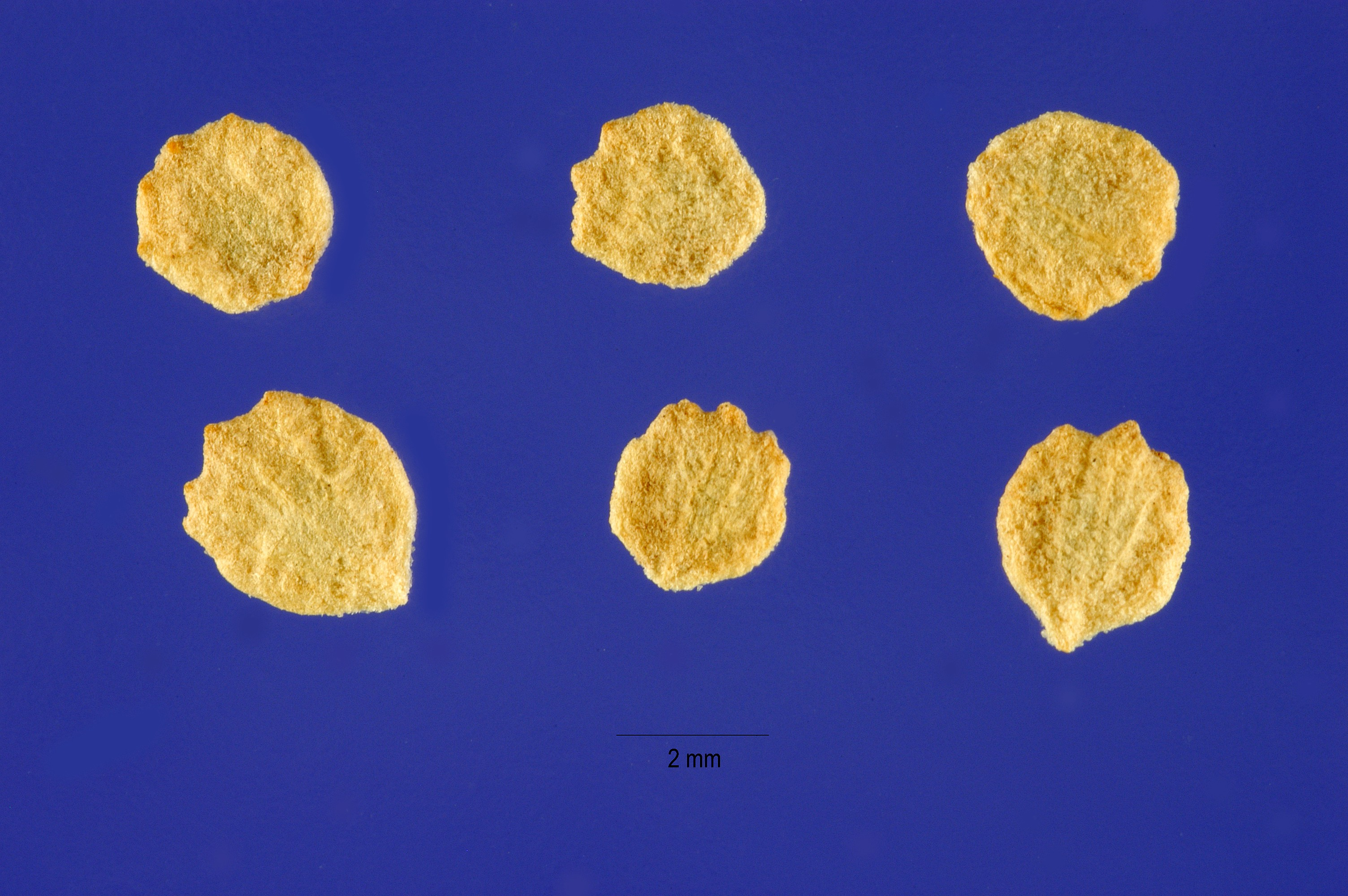
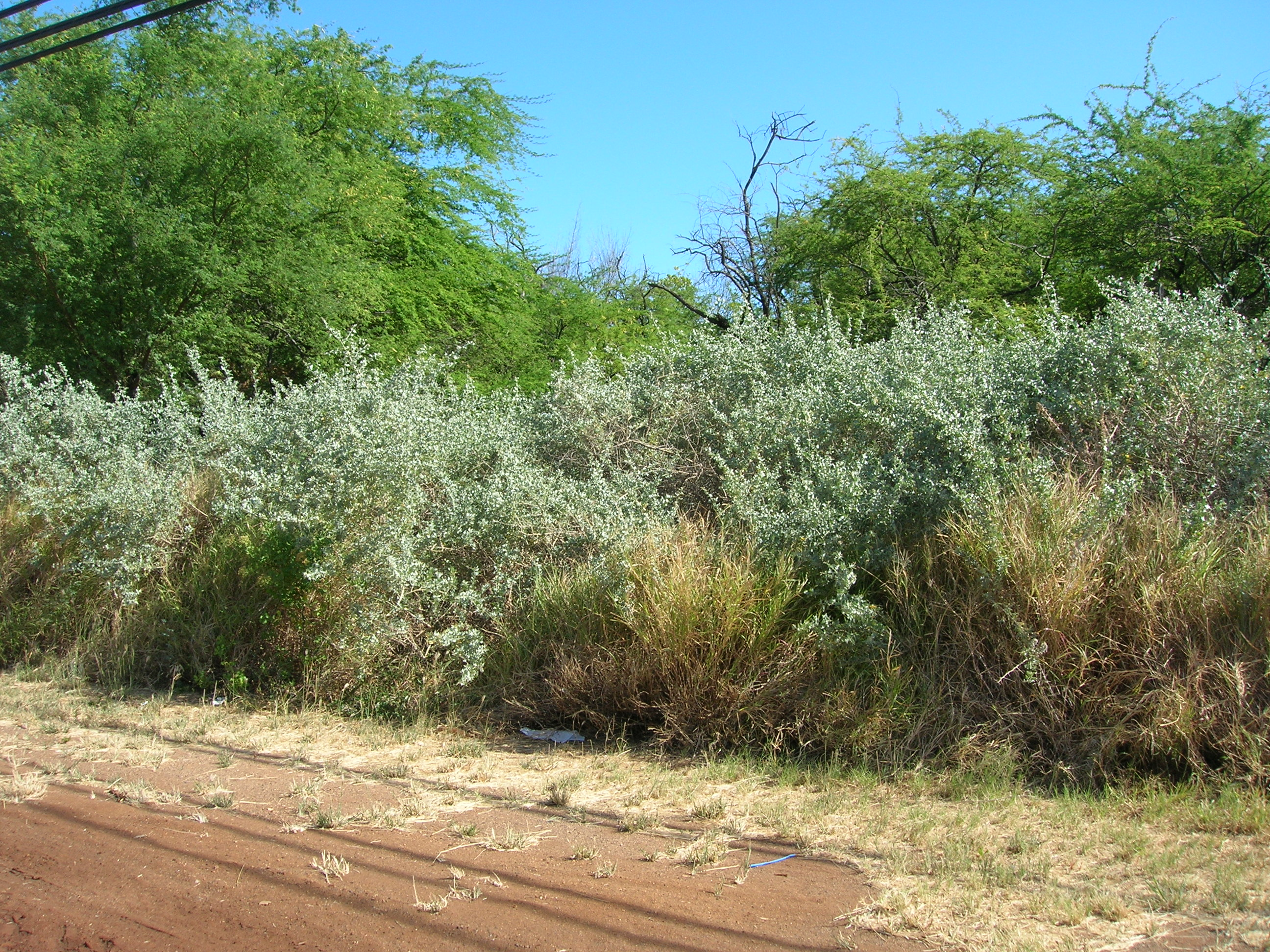